# Макс Зеела
Макс Зеела (нім. Max Seela; 15 липня 1911, Шенайхе — 31 липня 1999, Ратінген) — німецький офіцер, оберштурмбаннфюрер СС. Кавалер Лицарського хреста Залізного хреста.

## Біографія
1 серпня 1929 року вступив у НСДАП (квиток №147 126). В тому ж році вступив у рейхсвер. В 1935 році вступив у СС (посвідчення №257 323) і перейшов у підрозділи «Мертва голова». З вересня того ж року служив в інженерному батальйону СС. З жовтня 1939 року — командир 3-ї роти 3-го інженерного батальйону дивізії СС «Мертва голова». Учасник Французької кампанії і Німецько-радянської війни. В травні 1942 року відзначився у боях в Дем'янському котлі, де рота Зеели захопила і утримувала протягом місяці село Коровитчино, перекривши радянським військам доступ до важливого мосту через річку Ловать. З липня 1942 року — командир свого батальйону, з квітня 1944 року — інженерних частин 2-го танкового корпусу СС, потім очолив 19-й танково-гренадерський полк 9-ї танково-гренадерської дивізії СС. 8 травня 1945 року здався американським військам.

## Нагороди
- Спортивний знак СА в сріблі
- Йольський свічник (16 грудня 1935)
- Німецький кінний знак в бронзі
- Почесний кут старих бійців
- Медаль «У пам'ять 13 березня 1938 року»
- Медаль «У пам'ять 1 жовтня 1938» із застібкою «Празький град»
- Медаль «За вислугу років у НСДАП» в бронзі та сріблі (15 років)
- Залізний хрест
  - 2-го класу (31 травня 1940)
  - 1-го класу (22 червня 1940)
- Нагрудний знак «За участь у загальних штурмових атаках» 1-го ступеня
- Нагрудний знак «За поранення» в чорному
- Німецький хрест в золоті (26 грудня 1941)
- Лицарський хрест Залізного хреста (3 травня 1942)
- Медаль «За зимову кампанію на Сході 1941/42»